# JYJ
JYJ (известные так же как Junsu/Yuchun/Jaejung в Японии) — южнокорейская группа сформированная в 2010 году, тремя бывшими участниками мужской группы TVXQ: Ким Джэджун, Ким Джунсу и Пак Ючхон. Название группы состоит из начальных букв имен каждого участника. Группа управляется компанией C-JeS Entertainment в Корее.
В апреле 2010 года они выпустили свой дебютный альбом, японский мини-альбом
The…, стартовавшего на первом месте чарта Орикон. Их последующие релизы, включая их глобальный дебютный альбом The Beginning (2010) и их второй студийный альбом и первый корейский полноформатный альбом In Heaven (2011), все дебютировали на первом месте в корейском чарте альбомов Gaon. JYJ первая K-pop группа, выступившая в Чили и Перу.
После ухода Ючхоля из C-Jes Entertainment в 2019 году Джеджун и Джунсу продолжили свою сольную деятельность в компании.

## История

### 2009: Процесс против SM Entertainment
Группа JYJ была образована после приостановки деятельности группы DBSK в 2009 году. Три участника DBSK (Ким Джэджун (псевдоним «Хиро»), Ким Джунсу (псевдоним «Сиа»), Пак Ючон (псевдоним «Микки»)), которые впоследствии и образовали JYJ, подали судебный иск против своей корейской компании звукозаписи SM Entertainment, утверждая, что тринадцатилетние контракты были несправедливыми и члены группы были лишены значительной доли прибыли в пользу компании. В октябре 2009 Центральный районный суд Сеула вынес решение в их пользу по этому вопросу, подтверждая их права на самостоятельное участие в индустрии развлечений. Судья обратил внимание на то, что контракты действительно были рабскими и весьма резко и некрасиво нарушали Трудовое законодательство Южной Кореи.
Трио продолжало свою деятельность в Японии ещё полгода после подачи судебного иска в Корее, до того момента, как их японское агентство Avex не объявило о приостановке действия контракта в 2010.

### 2010: Возвращение как JYJ, Японский тур иThe Beginning
Как самостоятельный коллектив трио было объявлено в апреле 2010 года компанией Rhythm Zone в Японии. Группа провела 2 вида живых выступлений: четырёхдневные Thanksgiving Live in Dome концерты в Осака Дом и Токио Дом в июне, и выступление на А-nation в августе. Дебютный альбом группы, The..., вышел в сентябре 2010, и сразу занял первое место в японском чарте альбомов Oricon с количеством 140,000 проданных копий за первую неделю. Было продано 116,000 копий DVD с их концертом Thanksgiving Live in Dome за первую неделю. И альбом и DVD сразу после выпуска возглавили японский чарт Oricon.
В сентябре 2010, Avex Group объявило о приостановке всей деятельности JYJ в Японии. Согласно официальному заявлению, это было связано с недоразумением между Avex и корейским агентством CJeS, представлявшим JYJ в Южной Корее.[3]. JYJ начали конфликт после того, как  Avex потребовало пересмотра сроков контракта и некоторых его условий.
Группа выпустила полноценный дебютный англоязычный альбом The Beginning 12 октября 2010 года, во главе с продюсером сингла «Ayyy Girl» Канье Уэстом. За 2 недели до выпуска альбома, количество предзаказов превысило 500,000 копий, а предварительные заказы специального издания альбома The Beginning, выпускаемого количеством 99.999 копий, составили 400.000 запросов. В поддержку альбома JYJ в октябре и ноябре провели мировое турне с выступлениями в  Южной Корее, Юго-Восточной Азии и США. Билеты количеством 11,000 шт. на два выступления в Hwaseong Tiger Dome в  Korea University были проданы за 15 минут, и часть прибыли ушла на пожертвования для World Vision. Несмотря на проблемы с получением рабочей визы (им было отказано в ней за несколько дней до концертов), из-за которых их турне по США оказалось под угрозой отмены, JYJ решили продолжить тур и сделать бесплатные концерты для своих поклонников. В итоге, на концерт в Нью-Йорке пришли 6400 поклонников (3400 из которых попали в зал и ещё 3000, которые ждали на улице чтобы увидеть трио). 27 и 28 ноября прошёл JYJ Worldwide Concert в Сеуле. Двухдневный концерт проводился на Сеульском Олимпийском стадионе, всего было продано 100,000 билетов (по 50,000 на каждый день). Он был проведен при поддержке широко известного продюсера Джерри Слаутера.
Несмотря на запрет JYJ на трех главных телевещательных компаниях Южной Кореи, они смогли впервые выступить на телевидении 31 декабря 2010 на ежегодной KBS Drama Awards. Они исполнили 찾았다 «Found You» — саундтрек к дораме Скандал в Сонгюнване, в которой в главной роли снимался Пак Ючон.

### 2011-настоящее время: Мировое турне иIn Heaven
JYJ выпустили свой новый диск-книгу (точнее, extended play) «Their Rooms, Our Story» 25 января 2011 года в формате «музыкальное эссе». Несмотря на то, что продажи отслеживались по рейтингу книг, а не CD, он продавался достаточно хорошо, чтобы попасть в Hanteo-чарт. Hanteo.
Весной 2011, JYJ провели их первое мировое турне в качестве группы. Концерты проходили в Таиланде, Тайване, Китае, Канаде и США. Кроме этого, трио провело два благотворительных концерта в Токио. Заработанные деньги пошли на помощь пострадавшим при землетрясении в Японии в марте 2011 года. Они также провели два дополнительных концерта в Южной Корее: один в Пусане и ещё один в Кванджу.
JYJ Расширили своё мировое турне концертами в Европе. Они проходили в октябре и ноябре 2011 года в Барселоне (Испания) и Берлине (Германия).
Незадолго до начала этого тура, Джэджун и Джунсу из JYJ посетили Лос-Анджелес, чтобы провести пресс-конференцию.
Участники группы так же в это время работали над сольными проектами. Сиа Джунсу выпустил свой сольный дебютный сингл «Xiah», стартовавший со второго места в Ориконе. Ким Джэджун снялся в драме «Sunao ni Narenakute»,, а также принял участие в съемках клипа на песню Аюми Хамасаки «Blossom».
28 ноября 2012 судебное разбирательство в отношении JYJ закончено, в связи с тем, что стороны пришли к мировому соглашению.

## Дискография
Английские альбомы
- The Beginning (2010)

Корейские альбомы
- In Heaven (2011)
- Just Us (2014)

## Туры и концерты
- "Jaejung/Yuchun/Junsu A-nation concerts in OSAKA 2010"
- "Jaejung/Yuchun/Junsu Thanksgiving concerts in Tokyo Dome 2010"
- "JYJ Showcase Tour 2010"
- "JYJ World Tour Concert 2011"
- "JYJ World Tour Concert 2012"
- "The Return of JYJ Tokyo Dome 2013"
- "The Return of The King Asia tour 2014"
- "JYJ Ichigo Ichie Japan Dome Tour 2014"

## Награды
| Год  | Название                                    | Категория                         | Номинация     | Результат | Ссылка |
| ---- | ------------------------------------------- | --------------------------------- | ------------- | --------- | ------ |
| 2011 | 7th Channel [V] Thailand Music Video Awards | Popular Asian Artist              | The Beginning | Победа    | [ 29 ] |
| 2011 | KBS Best Icon Award                         | Top Idol Star                     | In Heaven     | Победа    | [ 30 ] |
| 2012 | 20th Korean Cultural Entertainment Awards   | Kpop Singer - Grand Prize (Дэсан) | JYJ           | Победа    |        |
| 2014 | 22th Korean Cultural Entertainment Awards   | Kpop Singer - Grand Prize (Дэсан) | JYJ           | Победа    |        |
| 2015 | Korean Popular Culture and Arts Awards      | Prime Minister's Commendation     | N/A           | Победа    | [ 31 ] |

### Статья
| Издатель | Год  | Список                | Место | Ссылка |
| -------- | ---- | --------------------- | ----- | ------ |
| Forbes   | 2012 | Korea Power Celebrity | 13th  | [ 32 ] |
| Forbes   | 2013 | Korea Power Celebrity | 25th  | [ 33 ] |